# 円爾
- 円爾
- 円尒

円爾（えんに）は、鎌倉時代中期の臨済宗の僧。諡号（しごう）は聖一国師（しょういちこくし）。駿河国（静岡県）の出身。

## 生涯

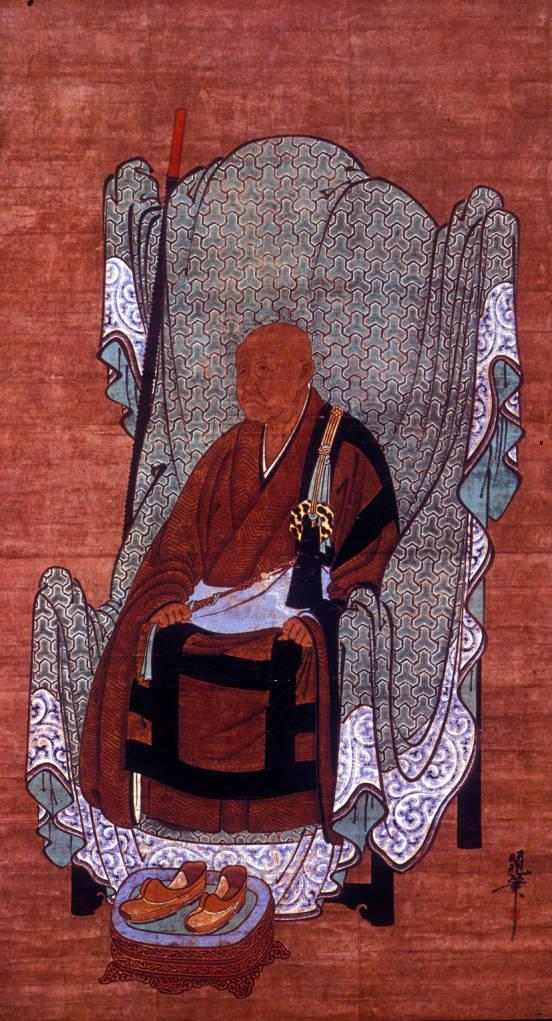
聖一国師（円爾）像 明兆筆 東福寺蔵（重要文化財）

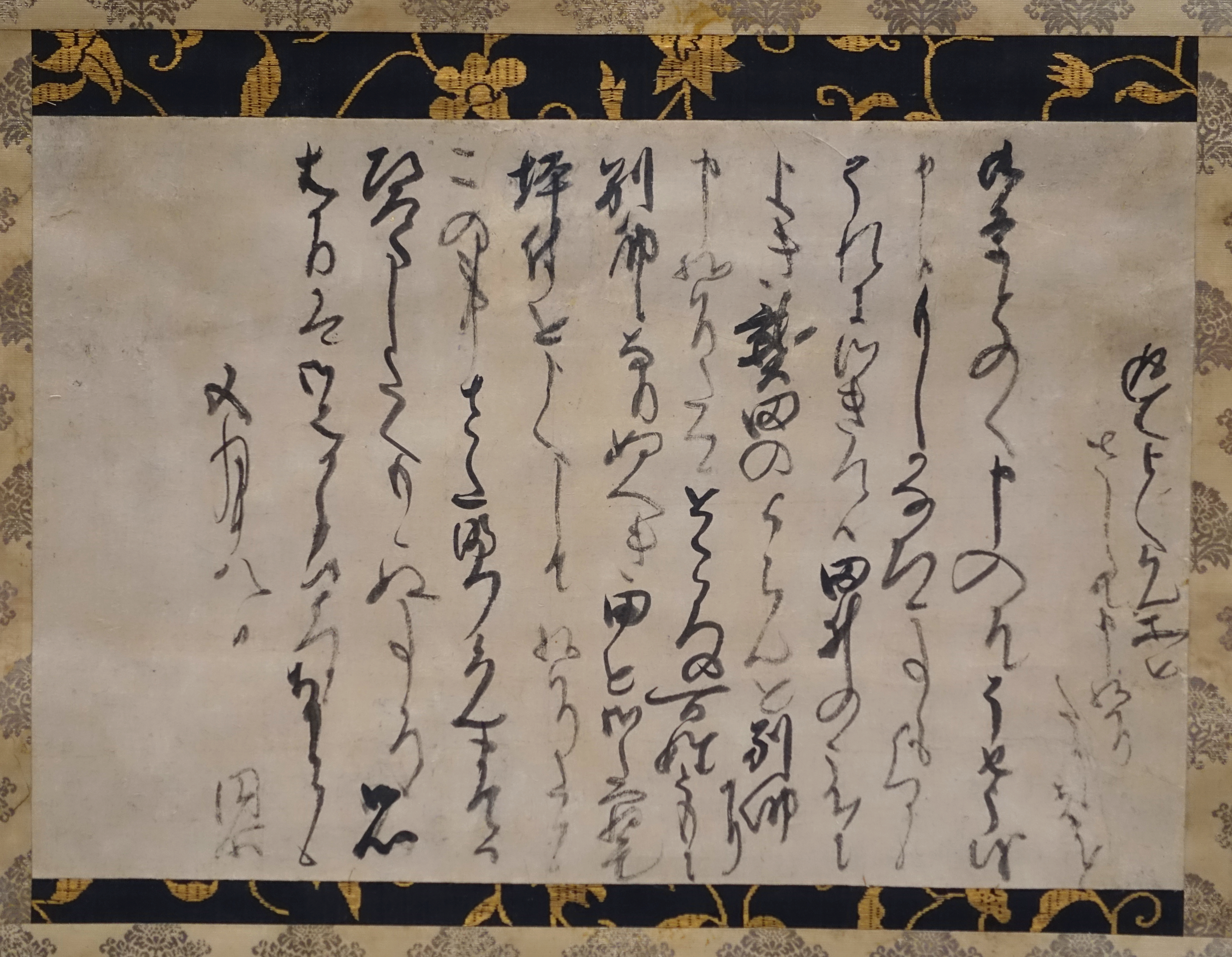
円爾書状 東京国立博物館蔵

建仁2年（1202年）10月15日、駿河国安倍郡藁科村（現・静岡市葵区栃沢）に生まれる。父は平氏、母は税氏の出身。
5歳のとき、久能山久能寺の堯弁に師事し、弁円と名乗る。ここで、『倶舎論』を読みやすくした詩・『倶舎頌』や、同書の註釈書『倶舎円暉頌疏』、『倶舎論普光疏』を学んだ。
12歳のとき、天台宗の聖典『法華経』の註釈書『法華玄義』を学んだ。16歳の頃には、『摩訶止観』『法華文句』などを読破した。
18歳で得度（園城寺にて落髪し、東大寺で受戒）し、上野国長楽寺の栄朝、次いで鎌倉寿福寺の行勇に師事して臨済禅を学ぶ。嘉禎元年（1235年）、宋に渡航して無準師範の法を嗣いだ。法諱は初め弁円と称し、円爾は房号であったが、後に房号の円爾を法諱とした（道号はなし）。なお、「円爾弁円」と4字で表記される場合もあるが、前述のとおり円爾には道号はなく、新旧の法諱を併記した「円爾弁円」という表記は適切ではない。
仁治2年（1241年）、宋から日本へ帰国後、上陸地の博多にて承天寺を開山、のち上洛して東福寺を開山する。宮中にて禅を講じ、臨済宗の流布に力を尽くした。その宗風は純一な禅でなく禅密兼修で、臨済宗を諸宗の根本とするものの、禅のみを説くことなく真言・天台とまじって禅宗を広めた。このため、東大寺大勧進職に就くなど、臨済宗以外の宗派でも活躍し、信望を得た。
晩年は故郷の駿河国に戻り、母親の実家近くの安倍郡蕨野（現・静岡市葵区蕨野）に医王山回春院を開き、禅宗の流布を行った。また、宋から持ち帰った茶の実を植えさせ、茶の栽培も広めたことから静岡茶（本山（ほんやま）茶）の始祖とも称される。墓所ともなった「医王山回春院」の名は茶の持つ不老長寿の効能をうたったものと伝えられ、毎年新茶が献上されている。
なお、静岡市では、円爾の誕生日（新暦）である11月1日を「静岡市お茶の日」に制定し、茶業振興のPRに努めている。
没後の応長元年（1311年）、花園天皇から「聖一」の国師号が贈られた。頂相も比較的多く残っており、3種類に大別できる。また自賛像だけでも、南禅寺天授庵に1点（重要文化財）、万寿寺に1点（重文、京都国立博物館寄託）、東福寺に4点が確認されている。
宋から帰国する際、寧波から出向した船団のうち二艘は沈み、円爾の乗り合わせた一艘のみが高麗を経由して博多に到着できた。円爾が収集し輸入した書籍は「普門院論章疏語録儒書等目録」（「普門院蔵書目録」）などにリスト化されており、禅宗関連の書籍のほか、仏教の経典や論書、天台系の論書や解説書、さらに儒教系の典籍、医学書など、様々な分野の数千巻に及ぶ宋版などをもたらした。

## 博多祇園山笠の生みの親
博多の勇壮な夏祭りである博多祇園山笠は、円爾が起源とされる。
疫病が流行していた博多で、円爾が博多町人に担がれた施餓鬼棚の上に乗り、水を撒きながら疫病退散を祈祷したのが山笠の始まりとされ、今日ではこの時を山笠の歴史の始まりとしている。本来は櫛田神社のお祭りである山笠の追い山のコースに承天寺前が組み入れられ、各舁き山が櫛田神社のみならず承天寺にも奉納されるのはこうした歴史的経緯のためである。

## 語録
- 聖一国師語録
- 仮名法語